# اسنشال
اسنشال (انگلیسی: Essential) شرکت فناوری اطلاعات آمریکایی است، که در سال ۲۰۱۵ توسط اندی رابین تأسیس شد.